# Globaler Rat für nachhaltigen Tourismus

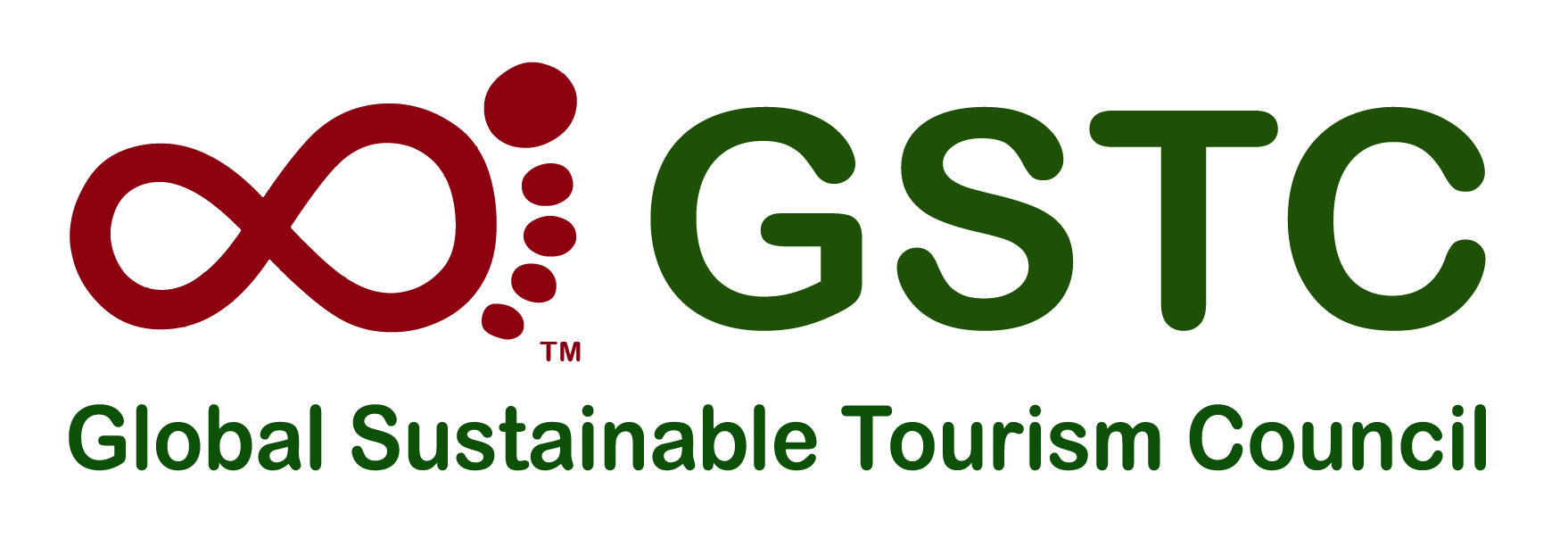

Der Globale Rat für nachhaltigen Tourismus, auf Englisch Global Sustainable Tourism Council (GSTC), ist eine gemeinnützige Organisation, die die grundlegenden Standards für eine nachhaltige Entwicklung im Reise- und Tourismussektor auf globaler Ebene für Branchenexperten und Regierungen festlegt und leitet.

## Beschreibung
Seine Rolle als solche wird vom System der Vereinten Nationen, insbesondere von der Welttourismusorganisation (UNWTO) und Experten für nachhaltigen Tourismus auf der ganzen Welt anerkannt.
Derzeit hat GSTC zwei Standards, die gemeinsam als GSTC-Kriterien und einzeln als GSTC-Kriterien für Reiseziele (GSTC-D v2) und GSTC-Kriterien für Hotels und Reiseveranstalter (GSTC-I) bekannt sind.
Wie andere Standards werden die GSTC-Kriterien für die Aus- und Weiterbildung, die Politikentwicklung, als Leitfaden für die Messung und Steuerung von Prozessen und als Grundlage für die Zertifizierung verwendet.
GSTC arbeitet als Akkreditierungssystem, durch das Standards für nachhaltiges Reisen und Tourismus aufgrund ihrer Einhaltung der GSTC-Kriterien und Qualitätsstandards bewertet werden können.

## Zweck der Organisation
Das Hauptziel der Organisation ist es, das Wissen und die Praktiken im Bereich des nachhaltigen Tourismus bei privaten und öffentlichen Akteuren zu erweitern. Um dieses Ziel zu erreichen, werden mehrere Ziele verfolgt: Entwicklung internationaler Standards, Herstellung und Verbesserung dieser Nachhaltigkeit in Destinationen, Förderung des Marktzugangs, Erhöhung von Wissen und Best Practices und Unterstützung bei der Validierung von Nachhaltigkeitsstandards. Der GSTC definiert nachhaltigen Tourismus insgesamt durch vier Abschnitte der GSTC-Kriterien: Umweltauswirkungen, soziale Verantwortung, wirtschaftliche und kulturelle Lebensfähigkeit der Gemeinden des Reiseziels und Verwaltung eines Nachhaltigkeitsprogramms.

## Geschichte
2008 veröffentlichte die Partnerschaft für die globalen Kriterien für nachhaltigen Tourismus die Kriterien für Hotels und Reiseveranstalter. Im Jahr 2010 fusionierten diese Organisation und der Sustainable Tourism Stewardship Council zum bestehenden Global Sustainable Tourism Council (GSTC). Zu den Gründungsmitgliedern zählen die Welttourismusorganisation der Vereinten Nationen (UNWTO), das Umweltprogramm der Vereinten Nationen (UNEP), die Nichtregierungsorganisation Rainforest Alliance und die Stiftung der Vereinten Nationen.